# Reinhard Schomäcker
Reinhard Schomäcker (* 8. Januar 1959 in Rahden) ist ein deutscher Chemiker und war von 1996 bis 2024 Professor für Technische Chemie und Mehrphasen-Reaktionstechnik an der TU Berlin.

## Leben
Chemie studierte Schomäcker an der Universität Bielefeld, wo er 1987 auch in Physikalischer Chemie promoviert wurde. Von 1990 bis 1996 war er als Chemiker bei der Bayer AG in Leverkusen beschäftigt. 1992 habilitierte er in Physikalischer Chemie an der Universität Köln. 1996 wurde er zum Professor an der TU Berlin berufen. Von 2007 bis 2018 war Schomäcker Mitglied des Vorstandes des Exzellenzclusters Unifying Concepts in Catalysis (UniCat). Schomäcker forscht auf dem Gebiet der Reaktionstechnik, vor allem in den Bereichen der Reaktionskinetik, der Entwicklung neuer Reaktoren und Verfahrenskonzepte sowie der Steuerung der Aktivität und Selektivität von Katalysatoren.

## Auszeichnungen
- 2016: Preis der Deutschen Gaswirtschaft für Innovation und Klimaschutz[2]

## Veröffentlichungen (Auswahl)
- V. Fleischer, R. Steuer, S. Parishan, R. Schomäcker: Investigation of the surface reaction network of the oxidative coupling of methane over Na2WO4/Mn/SiO2 catalyst by temperature programmed and dynamic experiments. In: Journal of Catalysis. Band 341, 2016, S. 91–103, doi:10.1016/j.jcat.2016.06.014.
- C. A. Carrero, R. Schlögl, I. E. Wachs, R. Schomäcker: Critical Literature Review of the Kinetics for the Oxidative Dehydrogenation of Propane over Well-Defined Supported Vanadium Oxide Catalysts. In: ACS Catalysis. 4, 2014, S. 3357–3380, doi:10.1021/cs5003417.